# كاثي شو
كاثي شو هي لاعبة كرلنغ كندية، ولدت في 1953 في تورونتو في كندا.